# Джонсон, Ромина
Ромина Джонсон (англ. Romina Johnson; род. 28 ноября 1973 года, Рим, Италия) — британская певица в стилях R&B, соул и гэридж. В Великобритании она, пожалуй, наиболее известна как исполнительница вокала в песне группы Artful Dodger «Movin’ Too Fast», которая заняла второе место в чартах в начале 2000 года.
Джонсон родилась в Риме в семье американца, музыканта Уэсли Джонсона и итальянки. Её певческий дебют состоялся в 1994 году в итальянском телешоу Non è la RAI. Джонсон является исполнительницей хита 2000 года «Movin’ Too Fast» с группой Artful Dodger. Позже в том же году она во второй раз появилась в британском чарте синглов с песней «My Forbidden Lover» совместно с Люси Мартин и Нормой Джин из группы Chic. 24 октября 2011 года в эфире шоу BBC Never Mind the Buzzcocks Джонсон приняла участие в раунде Identity Parade. С января 2013 года она поёт с диско-группой 70-х и 80-х годов Odyssey.

## Дискография

### Студийные альбомы
- Simply Passion (1998)
- Superbad (2001)
- Soul River (2008)
- Heartbeat (2020)

### Синглы
- 2000 — «Movin’ Too Fast» — UK #2
- 2001 — «My Forbidden Lover» — UK #59
- 2003 — «Round & Round» (альбом Full Flava Colour of My Soul)
- 2005 — «What Can I Do»

### Появление в сборниках
- 1994 — Non è la Rai novanta5 (трек «Il vento»)
- 1995 — Non è la Rai gran finale (трек «Tele telefonarti»)